# Philipp Schwartzkopff

Philipp Schwartzkopff

Philipp Schwartzkopff (* 21. Oktober 1858 in Magdeburg; † 30. Mai 1914 auf Gut Köbnitz, Kreis Wollstein, Provinz Posen) war ein deutscher Verwaltungsjurist und preußischer Regierungsbeamter.

## Leben
Philipp Schwartzkopff studierte Rechtswissenschaft und promovierte zum Dr. iur. Er bekam den Charakter eines Wirklichen Geheimen Regierungsrats verliehen und war zeitweise als Ministerialdirektor im Preußischen Kultusministerium tätig. Außerdem war er stellvertretender Vorsitzender der Preußischen Ansiedlungskommission. Von 1911 bis 1914 amtierte er als Oberpräsident der Provinz Posen.
Er starb überraschend an einem Herzschlag, während er sich als Jagdgast bei Graf Ignatz von Mielzynski auf dessen Gut Köbnitz aufhielt. Mielzynski ließ dort einen Gedenkstein aufstellen, der am ersten Jahrestag des Todes eingeweiht wurde.